# كاو يوان
كاو يوان (بالصينية: 曹緣) هو غطاس صيني، ولد في 7 فبراير 1995 في بكين في الصين.

## وصلات خارجية
- كاو يوان على موقع الاتحاد الدولي للسباحة (الإنجليزية)
- كاو يوان على موقع قاعدة بيانات الغوص IAT (الألمانية)
- كاو يوان على موقع اللجنة الأولمبية الدولية (الإنجليزية)
- كاو يوان على موقع أوليمبيديا (الإنجليزية)
- كاو يوان على موقع اللجنة الأولمبية الصينية (الإنجليزية)